# 你遭難了嗎？
《你遭難了嗎？》是岡本健太郎原作和漫畫的日本漫畫。於《週刊Young Magazine》2017年第6號開始連載，至2022年14號連載結束。

## 故事簡介
四名女高中生在修學旅行途中，突然遭遇空難而流落荒島，劫後餘生的她們為了存活，只得學著善用島上資源，以利自我營生。

## 登場角色
鬼島譽（／ Onishima Homare），聲：M·A·O
本作主人公。退役軍人的女兒，母親早逝，自幼隨父行旅各國，卻屢逢不測，所幸憑藉其父豐富的求生知識，都能化險為夷，譽也在耳濡目染下，熟諳野外技能，並以此深得其他三人仰賴。雖然擅長野炊，但在日常生活不擅烹飪，醉酒會導致表現失常。
故事開始時和班上同學參與修學旅行，但由於乘坐的班機發生事故，導致譽、明日香、睦、紫音漂流至無人島，為了幫助夥伴在落難期間生存而傳授三者野外求生技能，直至漫畫第96話正式帶領明日香、睦、紫音離開無人島，中途不慎落海但仍排除萬難成功和三人會合，四人於漫畫第115話偕同父親、累、宗二會合，結束為期58天的野外求生生活返回校園，但在重返校園後出現不適應日常生活的心理困境，然而在明日香、睦、紫音和其他同學的協助下，逐漸適應這樣的氛圍，並在接下來的時間裡思考未來的出路。
鈴森明日香（／ Suzumori Asuka），聲：河野日和
与譽一组的女生之一。體能卓越，粗枝大葉，能為朋友兩肋插刀。心地仁慈，初次捕捉到蟾蜍，竟不忍將其作為食材而蓄意放生，不過為了生存，還是學會了狠心。擅長釀酒。獲救和回歸校園生活後，出席睦的簽書會。
天谷睦（／ Amatani Mutsu），聲：安野希世乃
与譽一组的女生之一。勤勉向學，行事慎重，頗擅烹飪，是譽最稱職的助手。將來夢想是BL小說家。四人組離開無人島後的航行期間，被譽指定為副隊長。獲救和回歸校園生活後，以四人遭難的經驗為原型創作半自傳小說《無人島茱麗葉》，獲得出版社青睞如願出書大賣。時隔一年後，向遭難四人組提議並運用出版所得買下遇難期間駐留的無人島，提出再訪無人島露營的活動想法，但由於船隻著火導致一行人被迫再度進行野外求生。
九條紫音（／ Kujo Shion），聲：和氣杏未
与譽一组的女生之一。生於豪貴之家，由於過慣養尊處優的日子，經常不自覺提出公主病的要求，但在跟著譽等人野外求生的過程也慢慢學會自食其力，是四人中最靈巧的一個。獲救和回歸校園生活後，出席睦的簽書會。擅長服裝搭配。得知睦用版稅買下和管理遇難期間駐留的無人島，向她提出可在無人島經營維艱時向她求助。
鬼島丈一（／ Onishima Jiyouichi），聲：大塚明夫
譽的父親，求生知識淵博的退役軍人。在救援隊之前，獨力搜查到女兒下落，卻偶遇累二人，見其狀況危急、更需救助而出手，令其成功脫險。漫畫第115話成功和譽等人會合。時隔一年後偕同譽等人再訪無人島。
鳥居累（／ Torii Rui）
與譽等同時遇難的另一组的女學生。原本穿着裙子，由于裙子破损而换了男裝裤子，讓宗二誤認其性別。對宗二暗生情愫，刻意妨礙他接近譽等人。後與宗二成為戀人。
在學園祭的表演中，被宗二的朋友形容比宗二更有「男子氣概」。
服部宗二（／ Hattori Soji）
與譽等同時遇難的另一组的男學生。和累兩人相依為命，欲求生卻不得綱領。後終於意識到累的性別，並與其成為戀人，有些妻管嚴的情況。
真里
譽的同校女學生，在譽等人經歷58天的無人島求生經驗歸來後，和譽等人成為朋友。後因為跟著譽等人再訪無人島被捲入事件。

## 出版書籍
| 卷數 | 講談社        | 講談社                                                  | 東立出版社     | 東立出版社             |
| 卷數 | 發售日期      | ISBN                                                    | 發售日期       | ISBN                   |
| ---- | ------------- | ------------------------------------------------------- | -------------- | ---------------------- |
| 1    | 2017年8月4日  | ISBN 978-4-06-510070-7                                  | 2018年5月10日  | ISBN 978-957-26-0916-3 |
| 2    | 2018年3月6日  | ISBN 978-4-06-510862-8                                  | 2018年6月28日  | ISBN 978-957-26-0917-0 |
| 3    | 2018年10月5日 | ISBN 978-4-06-513151-0                                  | 2019年1月28日  | ISBN 978-957-26-2074-8 |
| 4    | 2019年3月6日  | ISBN 978-4-06-514802-0                                  | 2019年6月13日  | ISBN 978-957-26-3092-1 |
| 5    | 2019年9月6日  | ISBN 978-4-06-516984-1 ISBN 978-4-06-516988-9（特製版） | 2020年2月6日   | ISBN 978-957-26-4184-2 |
| 6    | 2020年4月6日  | ISBN 978-4-06-519187-3                                  | 2020年9月10日  | ISBN 978-957-26-5134-6 |
| 7    | 2020年10月6日 | ISBN 978-4-06-521002-4                                  | 2021年9月10日  | ISBN 978-957-26-5967-0 |
| 8    | 2021年4月6日  | ISBN 978-4-06-522938-5                                  | 2021年12月16日 | ISBN 978-957-26-7040-8 |
| 9    | 2021年10月6日 | ISBN 978-4-06-525088-4                                  | 2022年4月11日  | ISBN 978-957-26-8031-5 |
| 10   | 2022年4月6日  | ISBN 978-4-06-527466-8                                  | 2022年10月3日  | ISBN 978-957-26-9246-2 |

### 公式書
你遭難了嗎？遊戲書式最強生存術
| 卷數 | 星海社        | 星海社                 |
| 卷數 | 發售日期      | ISBN                   |
| ---- | ------------- | ---------------------- |
| 全   | 2019年9月25日 | ISBN 978-4-06-517110-3 |

## 電視動畫
2019年3月4日宣布改編為動畫，同年7月2日起開播。

### 工作人員
- 監督：長山延好
- 系列構成、腳本：待田堂子
- 人物設計：西尾淳之介
- 道具設計：佐藤玲子
- 視覺藝術、美術設定：佐久間昇
- 美術監督：西倉力
- 色彩設計：小川由美香
- 攝影監督：伊藤康行
- 編集：岡祐司
- 音響監督：菅原輝明
- 音樂：立山秋航（日语：立山秋航）
- 製作：NAS
- 動畫製作：Ezo'la

### 主題曲
片頭曲
作詞：藤林聖子，作曲：，編曲：久下真音，主唱：M·A·O、河野日和、安野希世乃、和氣杏未
片尾曲
主唱：安野希世乃，作詞：西直紀，作曲、編曲：川崎智哉

### 各話列表
| 話數    | 日文標題  | 中文標題     | 劇本     | 分鏡     | 演出     | 作畫監督                                                        |
| ------- | --------- | ------------ | -------- | -------- | -------- | --------------------------------------------------------------- |
| Case.1  |           | 漂流         | 待田堂子 | 長山延好 | 高橋英俊 | 西尾淳之介                                                      |
| Case.2  |           | 第一頓伙食   | 待田堂子 | 長山延好 | 高橋英俊 | 中山和子、池原百合子                                            |
| Case.3  |           | 島主         | 待田堂子 | 澀谷亮介 | 澀谷亮介 | 齊藤和也、木下由美子 飯塚葉子                                   |
| Case.4  |           | 陷阱         | 待田堂子 | 澀谷亮介 | 澀谷亮介 | 中山和子、江藤大氣 池原百合子、輿石曉 飯塚葉子                  |
| Case.5  |           | 神奇海螺     | 待田堂子 | 柴田裕介 | 愛敬亮太 | 齊藤和也、木下由美子 永田有香、池原百合子 中山和子              |
| Case.6  |           | 吃兔肉       | 待田堂子 | 小山菜穗 | 小山菜穗 | 松下清志、中山和子 池原百合子                                   |
| Case.7  |           | 探索島嶼     | 待田堂子 | 澀谷亮介 | 澀谷亮介 | 齋藤香織、中山和子 池原百合子                                   |
| Case.8  |           | 發現綠洲！？ | 待田堂子 | 石黑達也 | 澀谷亮介 | 中山和子、服部益美 松下清志、櫻井拓郎 池原百合子、Revival       |
| Case.9  |           | 譽的爸爸     | 待田堂子 | 高橋英俊 | 高橋英俊 | 藤田和行、岩永遼太 池原百合子、白石悟 中村與史子、吉松義雄 小沼 |
| Case.10 | HONEY BEE | HONEY BEE    | 待田堂子 | 高橋英俊 | 高橋英俊 | 服部益實、水崎健太 片岡惠美子、 池原百合子、飯塚葉子 Revival    |
| Case.11 |           | 絕對會救你   | 待田堂子 | 澀谷亮介 | 澀谷亮介 | 高瀨百合子、池原百合子 水崎健太、 櫻井拓郎、服部益實            |
| Case.12 |           | 水的補給方法 | 待田堂子 | 澀谷亮介 | 澀谷亮介 | 池原百合子、 木下由美子、櫻井拓郎 片岡惠美子、服部益實          |

### 播放電視台
日本深夜動畫：下文記載的日本国内播放時間使用日本標準時間（UTC+9）表示。因為部分時間标识會採用30小时制，因此請留意这类超过24:00的时间，其實際播放時間為翌日清晨。
| 播放日期       | 播放時間                         | 播放電視台 | 播放區域 | 備註                  |
| -------------- | -------------------------------- | ---------- | -------- | --------------------- |
| 2019年7月2日 - | 星期二 23:15 - 23:30             | TOKYO MX   | 東京都   |                       |
| 2019年7月3日 - | 星期三 0:15 - 0:30（星期二深夜） | BS日本     | 日本全國 | BS放送                |
| 2019年7月3日 - | 星期三 0:15 - 0:30（星期二深夜） | AT-X       | 日本全國 | CS放送                |
|                | 星期三 3:15 - 3:30（星期二深夜） | 毎日放送   | 近畿地方 | 『動畫特區』第2部後半 |

### Blu-ray Box
| 發行日期       | 收錄話數 | 規格編號     |
| -------------- | -------- | ------------ |
| 2019年11月29日 | 全12話   | EYXA-12673/B |

## 舞台劇
2018年11月7日至11月11日，在新宿THEATER BRATS劇場上演。

### 演員
- 鬼島譽：澤口愛華[8]
- 鬼島望：農海姬夏
- 鈴森明日香：寺本莉緒
- 天谷睦：
- 九條紫音：倉澤詩繪理（日语：倉沢しえり）
- 速水渚：
- 照沼千秋：池松愛理
- 新田慶子：岡田佑里乃
- 惠結菜：岡本桃花

### 工作人員
- 腳本・演出：龍史（20歳の国）
- 舞台監督：鳥養友美
- 美術：坂本遼
- 照明：若原靖（LICHT-ER）
- 音響：角田枝（Paddy Field）
- 演出助手：平戶麻衣
- 動作：淺野康之（劇団鹿殺し）
- 映像：松澤延拓
- 當日運營：高村楓（冗談だからね。）
- 製作：安達咲里（劇団献身）
- 製作人：登米裕一（キリンバズウカ）、安達咲里
- 宣傳美術：土橋聖子（hive）
- 宣傳寫真：岡本武志
- 宣傳衣裝：KAN
- 宣傳妝容：GiGGLE
- 主辦：製作委員会

## 外部連結
- 漫画Young Magazine详细页（日語）
- 動畫官網 （页面存档备份，存于）
- 動畫「你遭難了嗎？」的X（前Twitter）（日語）
- 劇団ミスマガジン「ソウナンですか? 演劇版」 （页面存档备份，存于）